# ピチレム

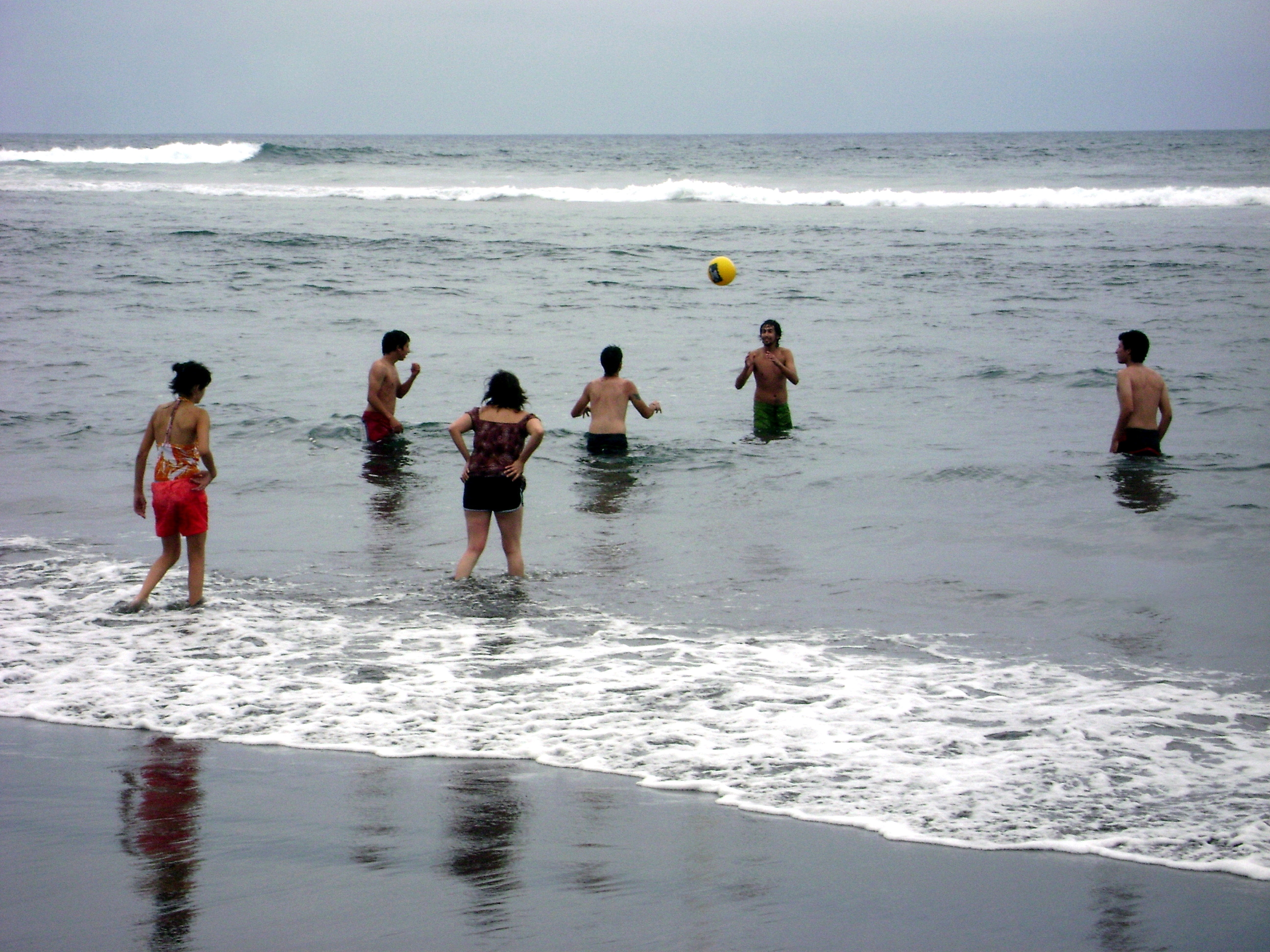
ピチレム。

ピチレム (マプチェ語: Pichilemu, /pitʃilemu/))は、マプチェ語で「小さな森」という名前のビーチリゾートの町で、チリの中央に位置し、カルデナル・カロ県の県庁所在地である。市には、チリの「国歴史的建造物」が五つあり、2004年にチリ記念物会議によって文化地区(Zona Típica)と認定された。
ピチレムのビーチは、サーフィンに適した世界最高のビーチの一つと見なされており、チリの政治家で、実力者のエドワーズ家の一員である、アグスティン・ロス・エドワーズ (Agustín Ross Edwards)によって、チリ人の上流階級のリゾート地として開発された。

## ギャラリー

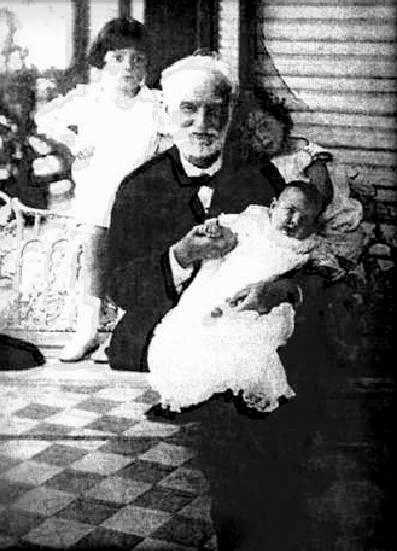
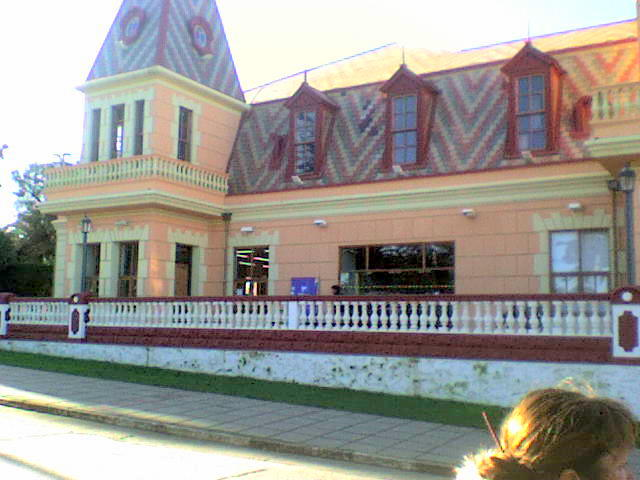
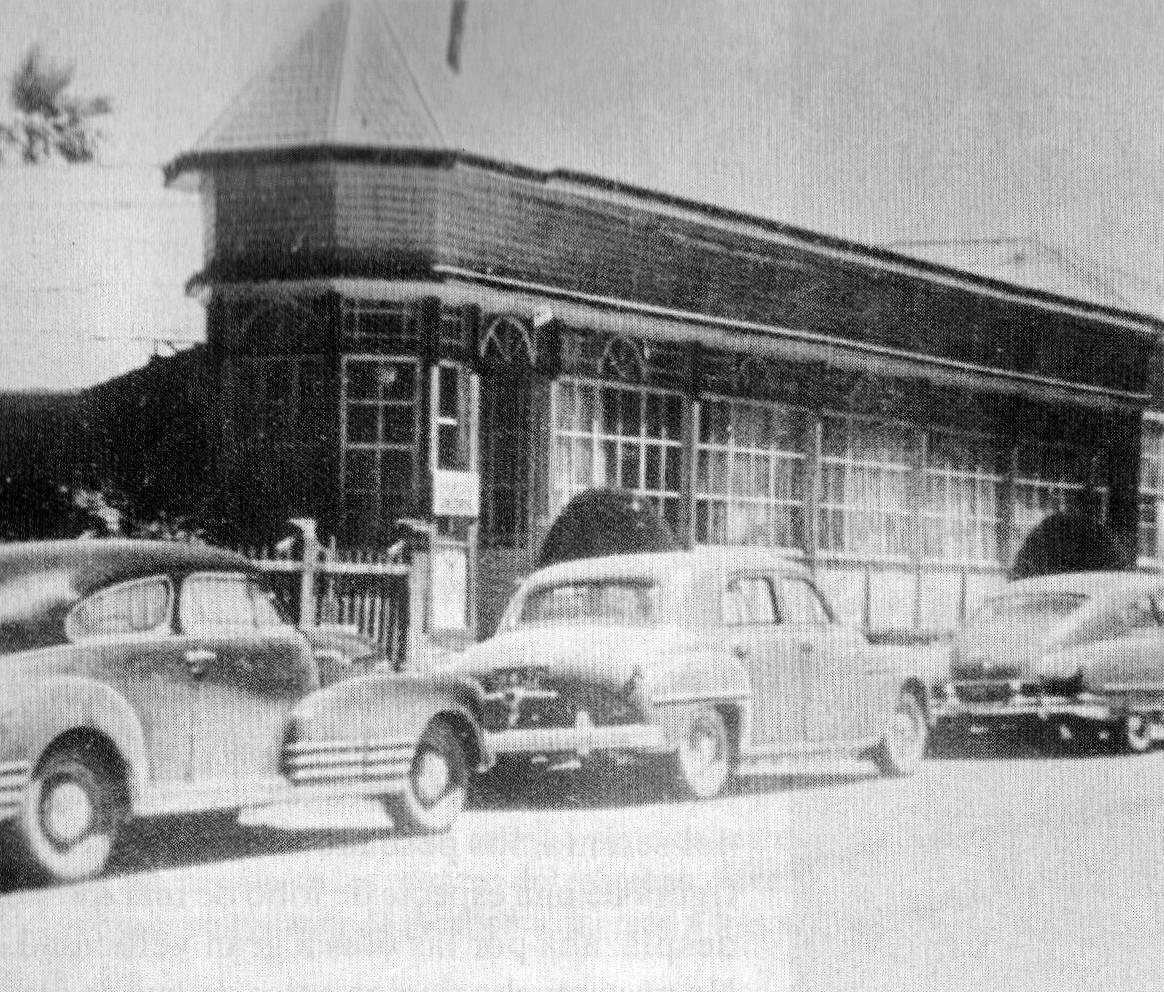
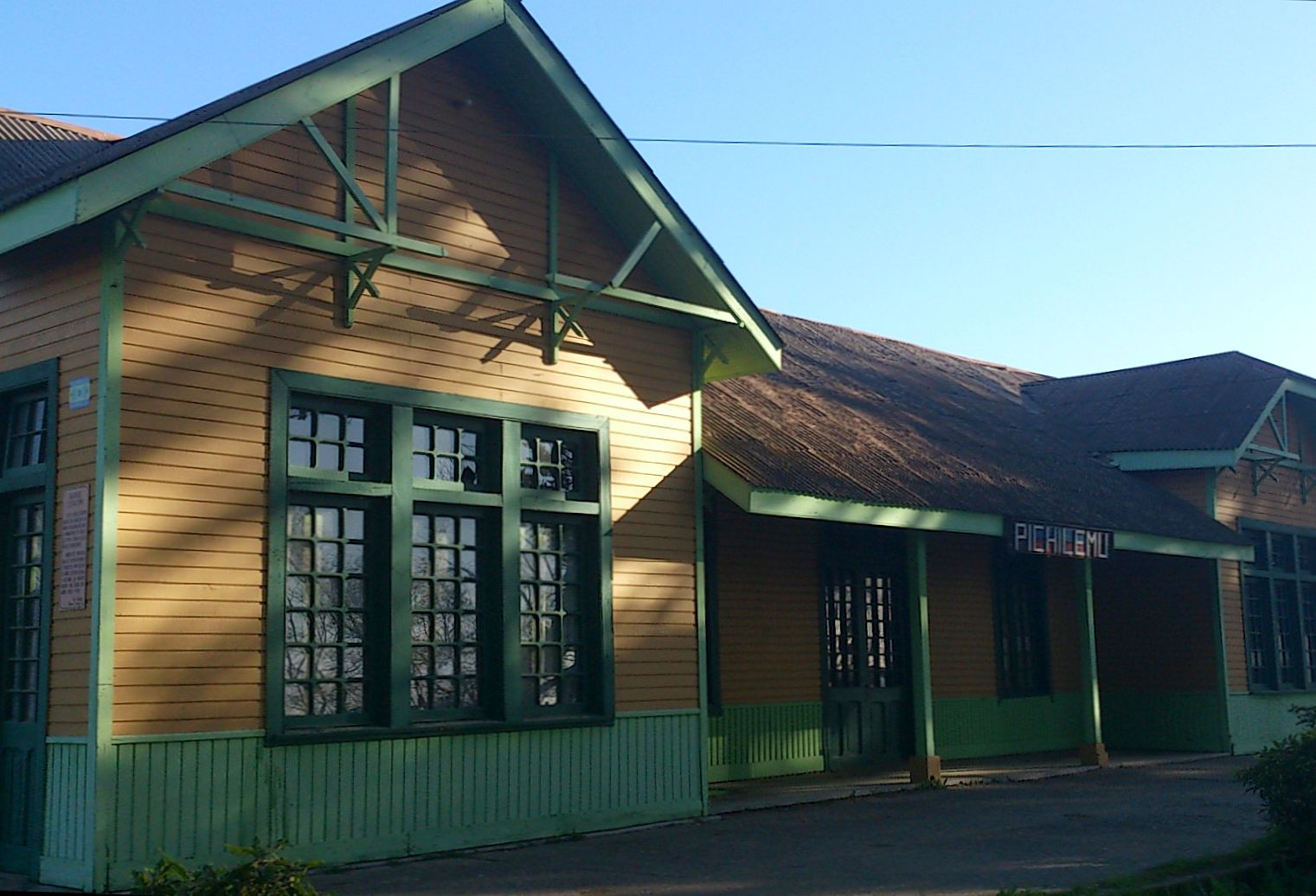
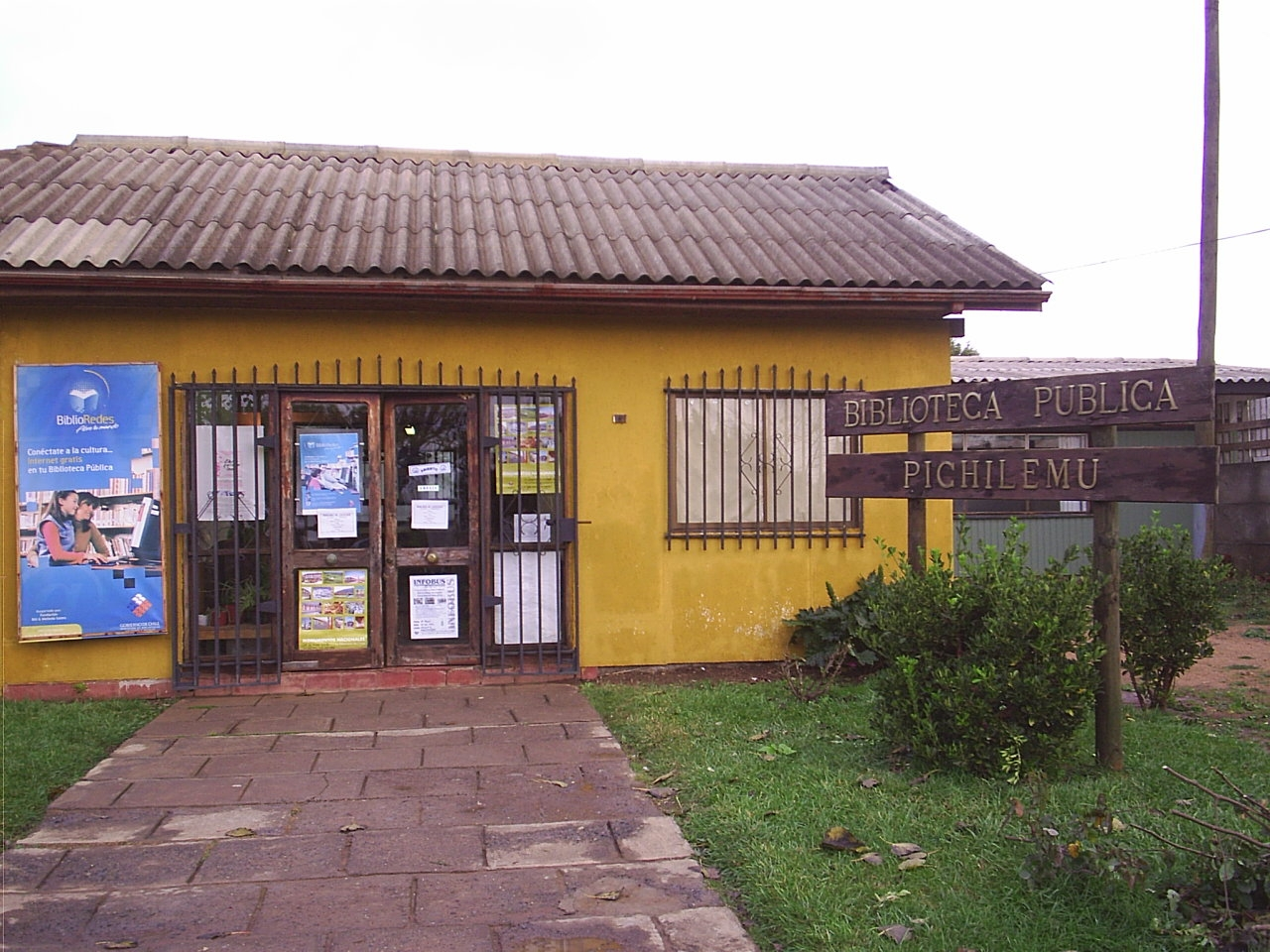
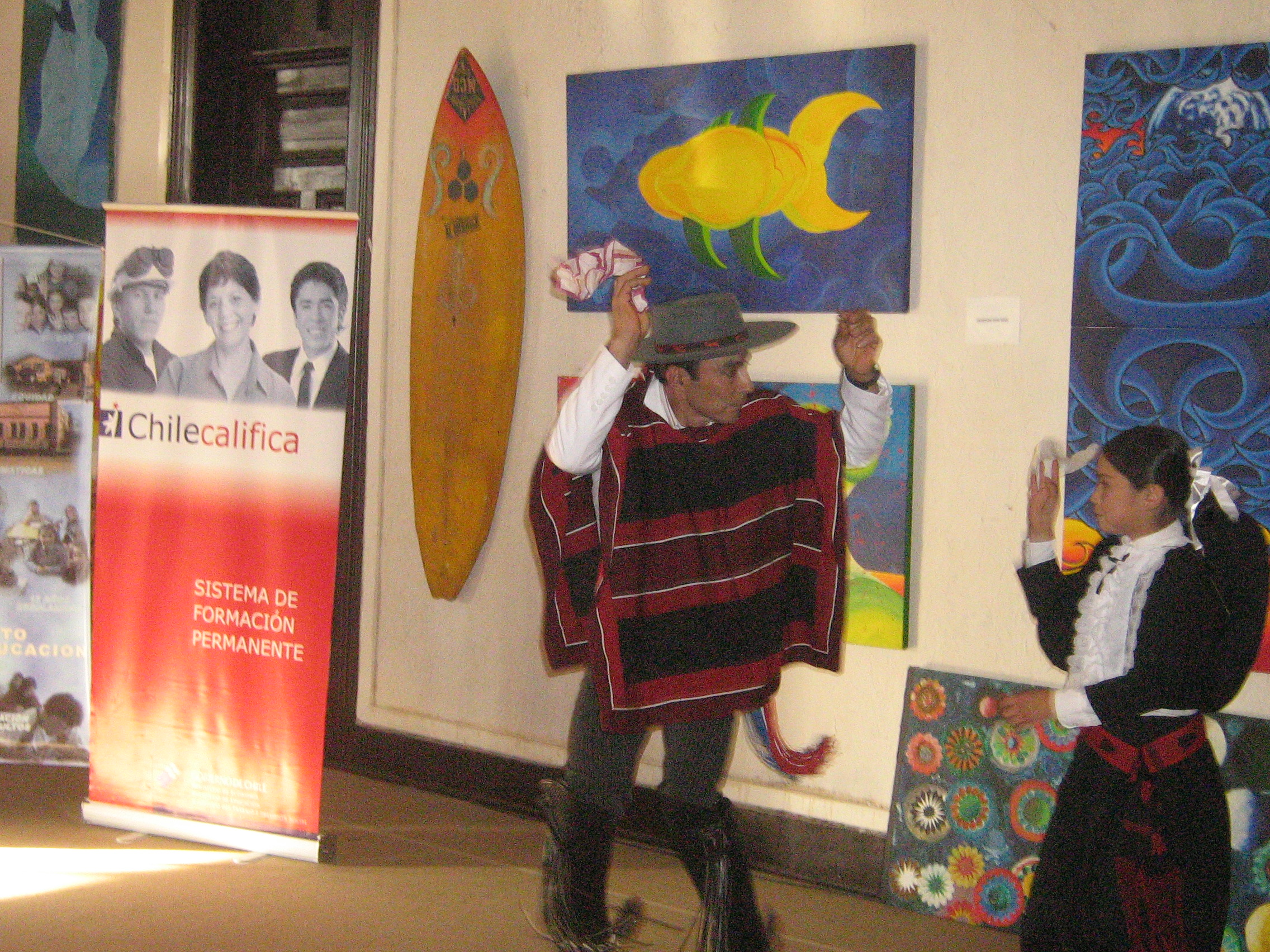
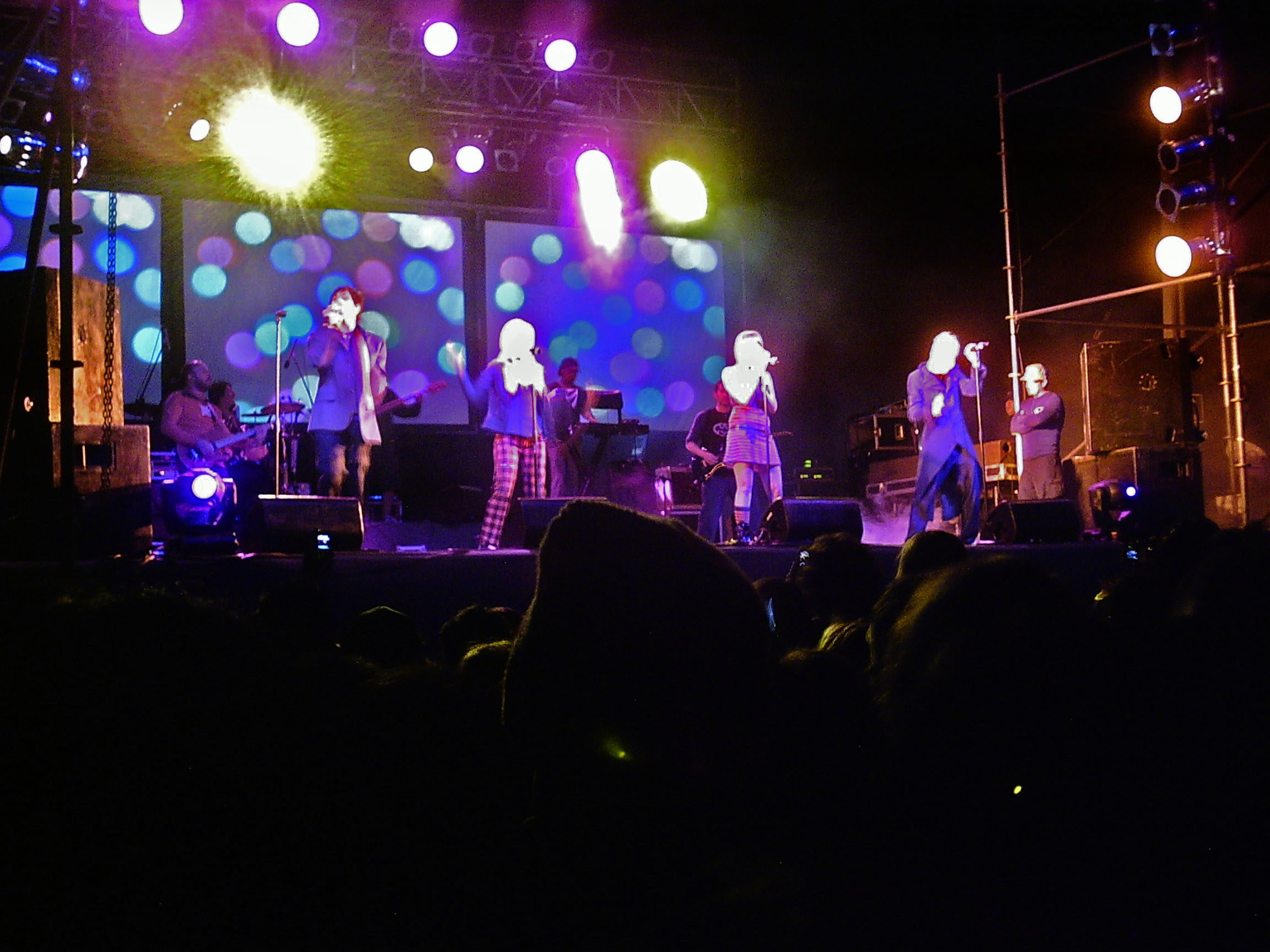
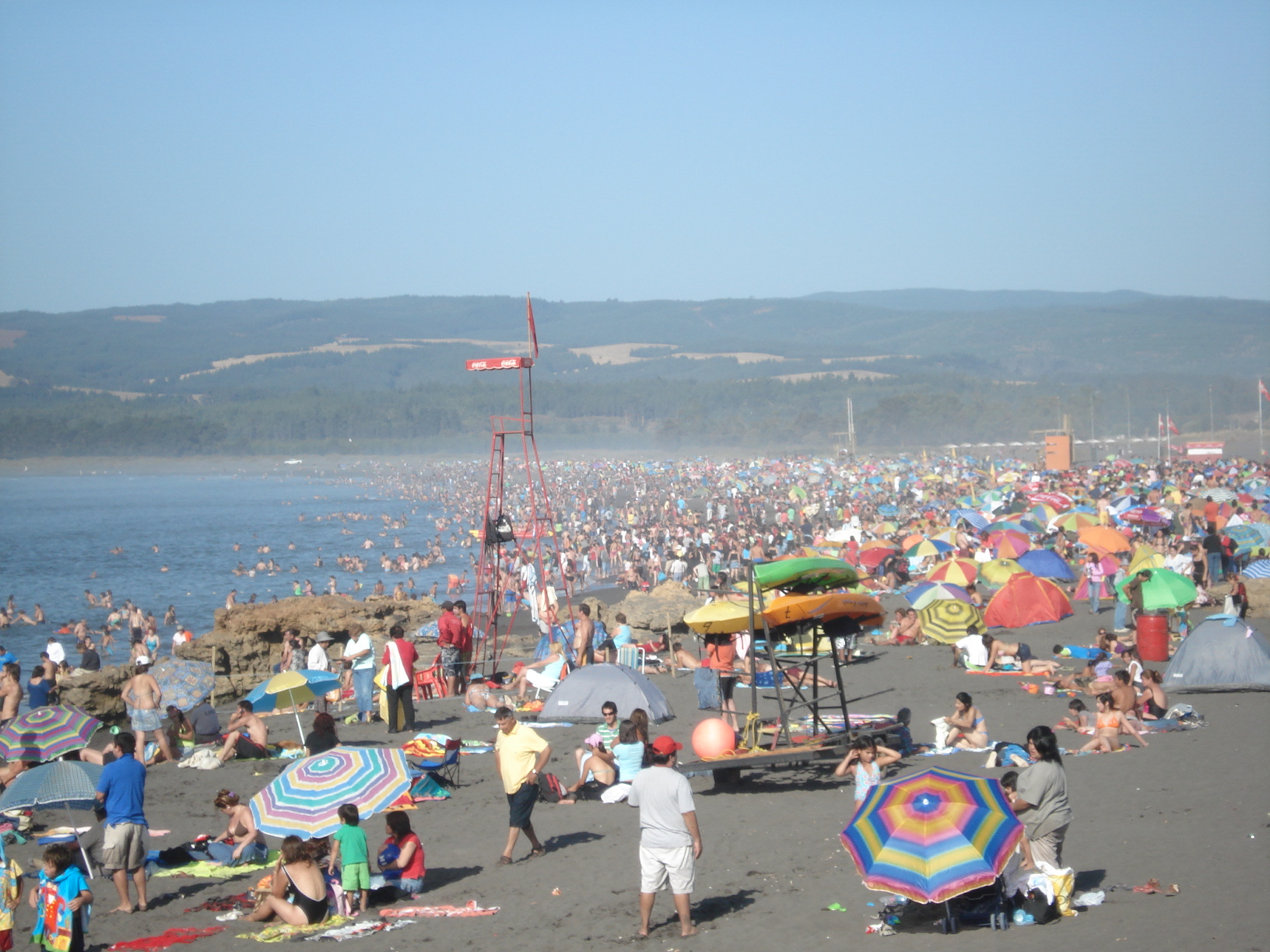
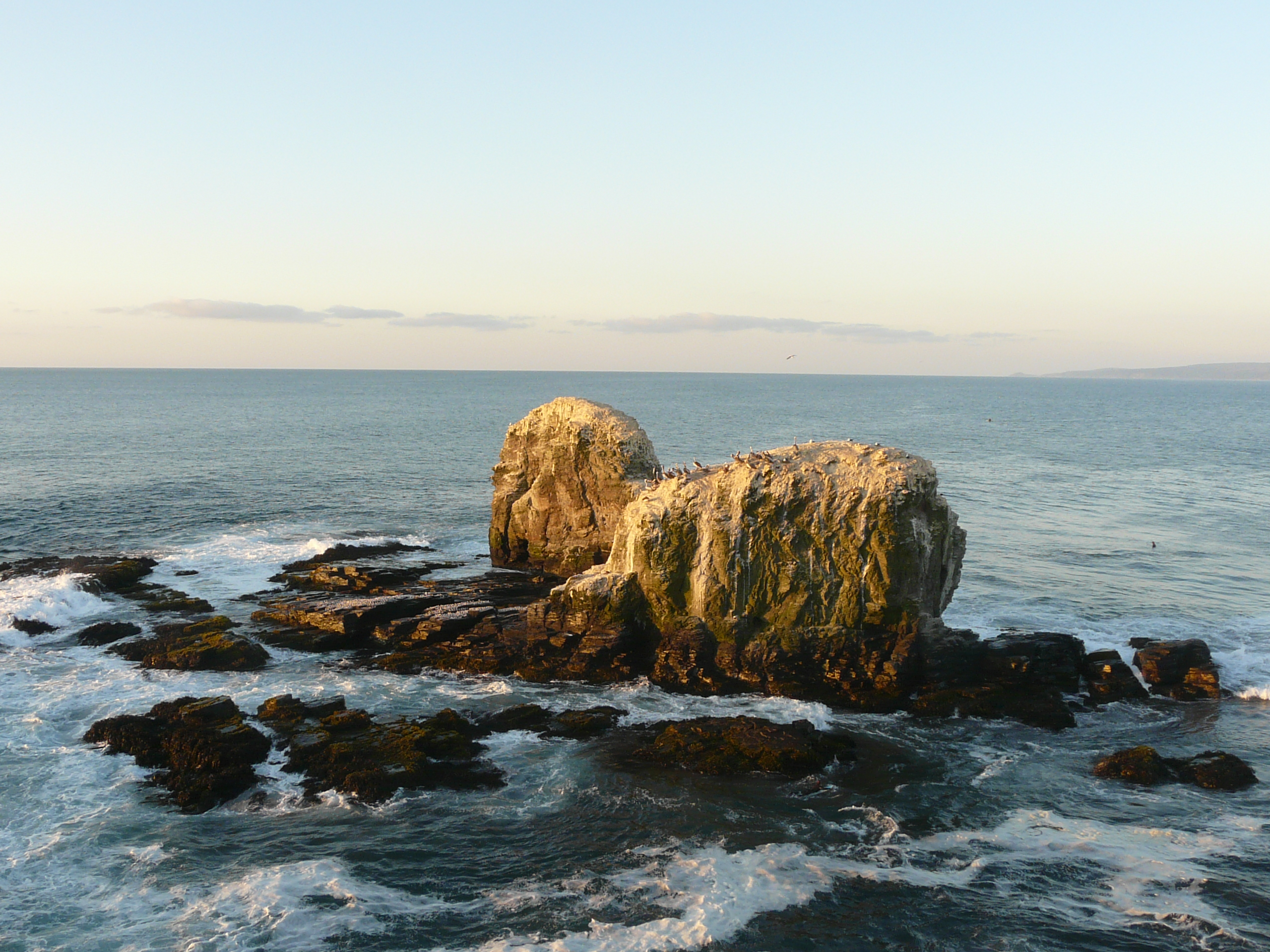
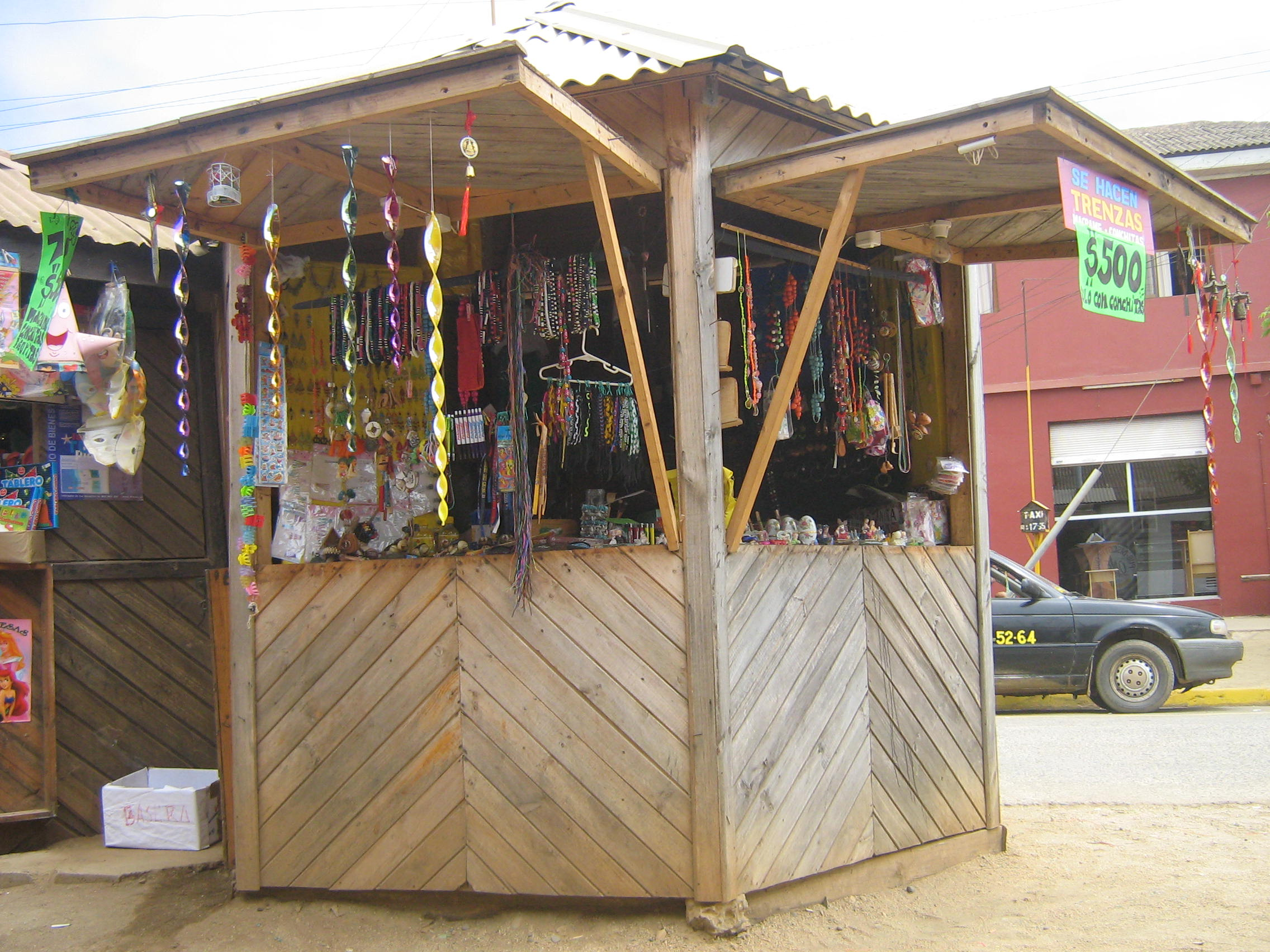
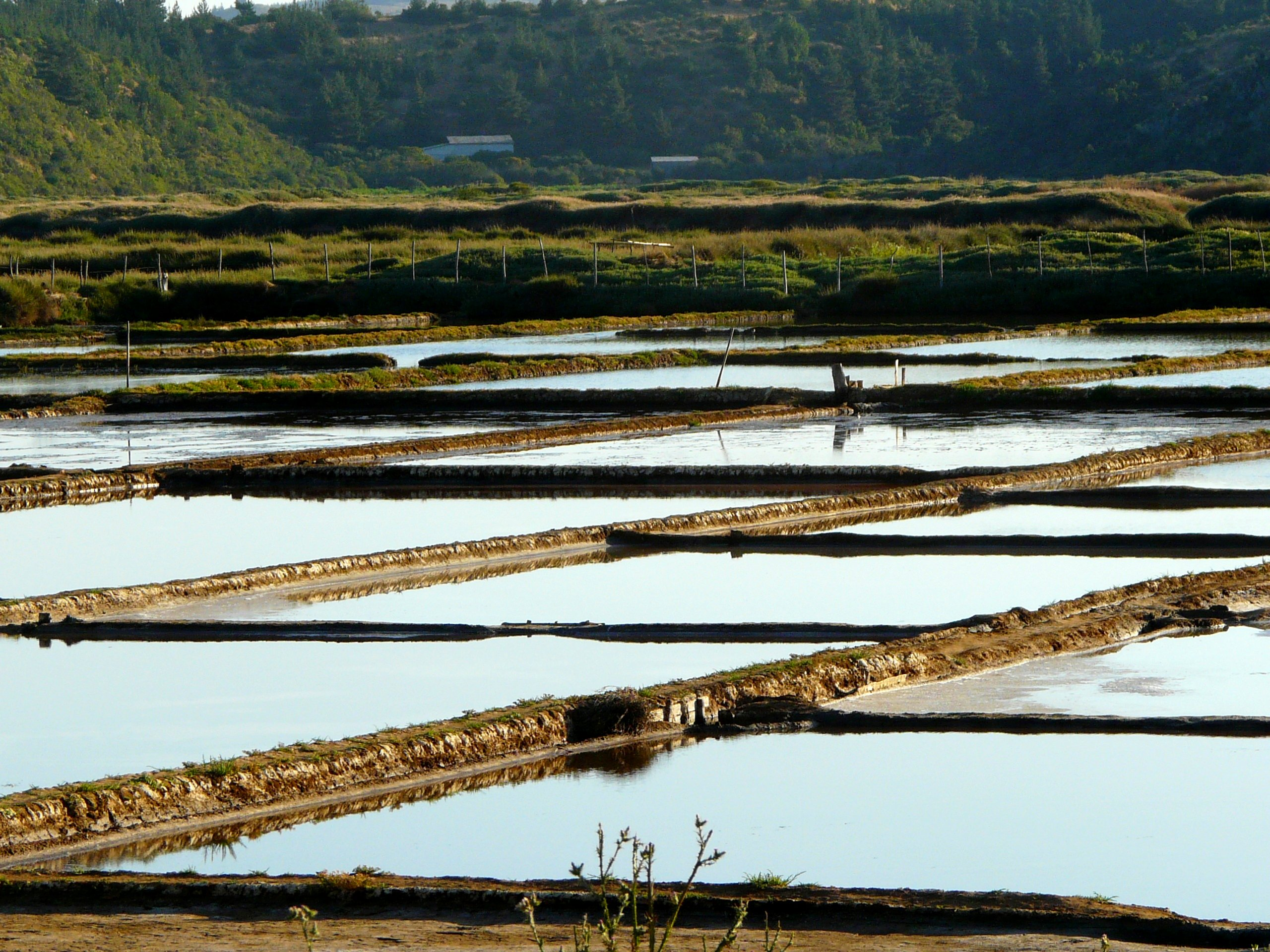
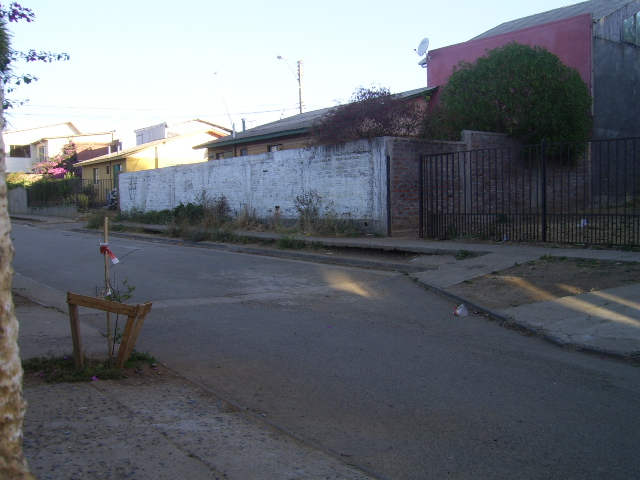